# Sagristia Nova

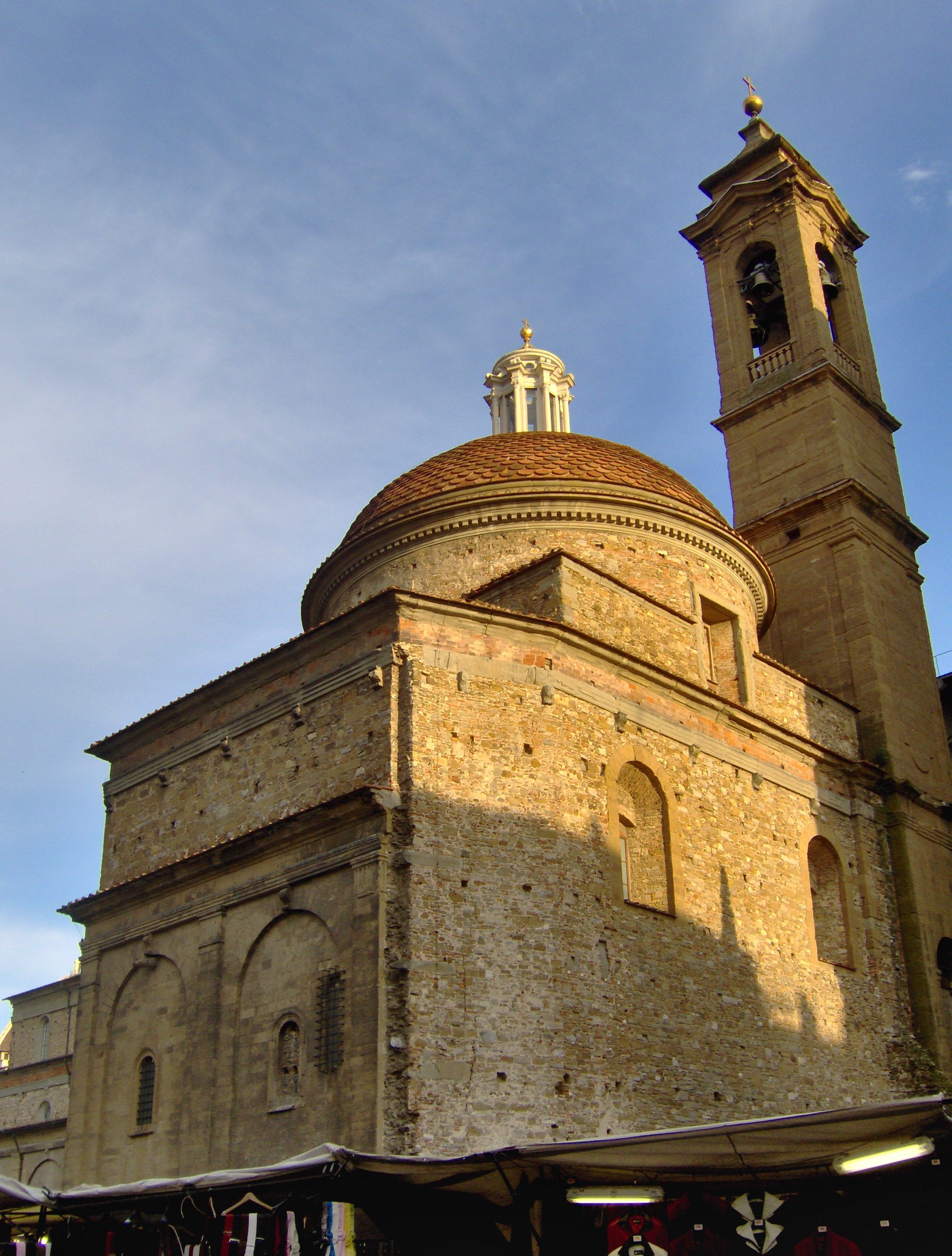
Vista externa de la Sagristia Nova.

La Sagristia Nova de la Basílica de San Lorenzo a Florència, és una de les obres mestres de Miquel Àngel com a arquitecte i escultor. Avui en dia forma part del museu de la Capella funerària dels Mèdici.

## Història
A principis de segle xvi, els Medici, amb l'ascens a la cadira papal de Lleó X aconsegueix arribar al més alt de la noblesa, fita de desenvolupament de la família, fins llavors només burgesos encara que increïblement rics i refinats. Els dos parents de papa, Julià (el seu germà) i Llorenç (el seu nebot) es van convertir en ducs de fet, el primer pels serveis prestats al rei de França (d'aquí el títol de Duc de Nemours), el segon per la victòria a la guerra en contra dels Montefeltro d'Urbino, per la qual cosa serà nomenat Duc d'Urbino.
Els dos nobles fills de la família van morir joves, uns trenta, i el Papa, per suggeriment del cardenal Juli de Mèdici, futur papa Climent VII, volia aconseguir per a ells i altres membres de la família, una tomba digna de la seva condició, encomanant la tasca a l'artista més famós de l'època, Miquel Ángel. Els treballs van començar el 1521 i es va interrompre el 1527 per l'expulsió dels Mèdici i la restauració republicana, però amb el retorn de la família el 1530, Miquel Àngel entra al seu servei amb l'encàrrec de finalitzar el projectes en la Basílica de San Lorenzo. En 1534, Miguel Ángel finalment va partir a Roma, deixant sense acabar els monuments funeraris de Llorenç el Magnífic i Julià de Mèdici.

## Perfil arquitectònic

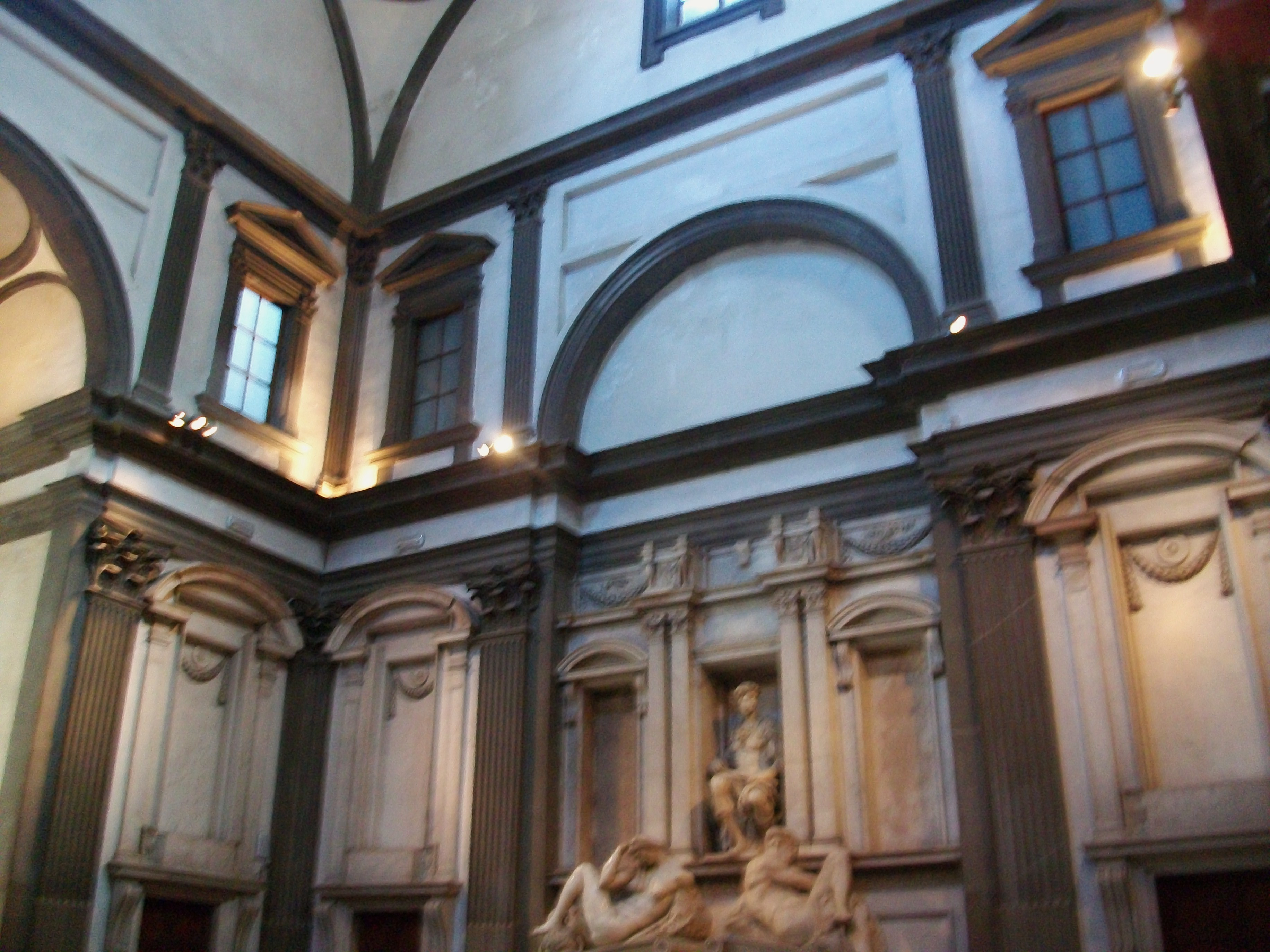
Interior de la Sagristia Nova.

Nascuda enmig de tot un seguit d'esdeveniments tumultuosos, la Sagristia Nova és molt innovadora. A partir de la mateixa planta de la Sagristia Vella de Brunelleschi, Miquel Ángel divideix l'espai en formes més complexes, tractant les parets amb plantes a diferents nivells en plena llibertat. Fa ús d'elements clàssics com els arcs, columnes, balustrades i cornises però les formes i els patrons són nous i harmoniós. També la cúpula arrodonida és molt nova i s'hi pot veure una vista prèvia de la cúpula de Sant Pere del Vaticà i que va ser dissenyada per Buonarroti a edat avançada, 30 anys després de la Sagristia. Miquel Àngel havia dissenyat un monument aïllat al centre de la sala però, després de converses amb els comissionats, el va canviar situant les tombes dels Capitans (els dos Ducs) adossades al centre de les parets laterals, mentre que les dels Magnífics (Llorenç i Julià), adossades a la paret del fons davant l'altar.

## Escultura

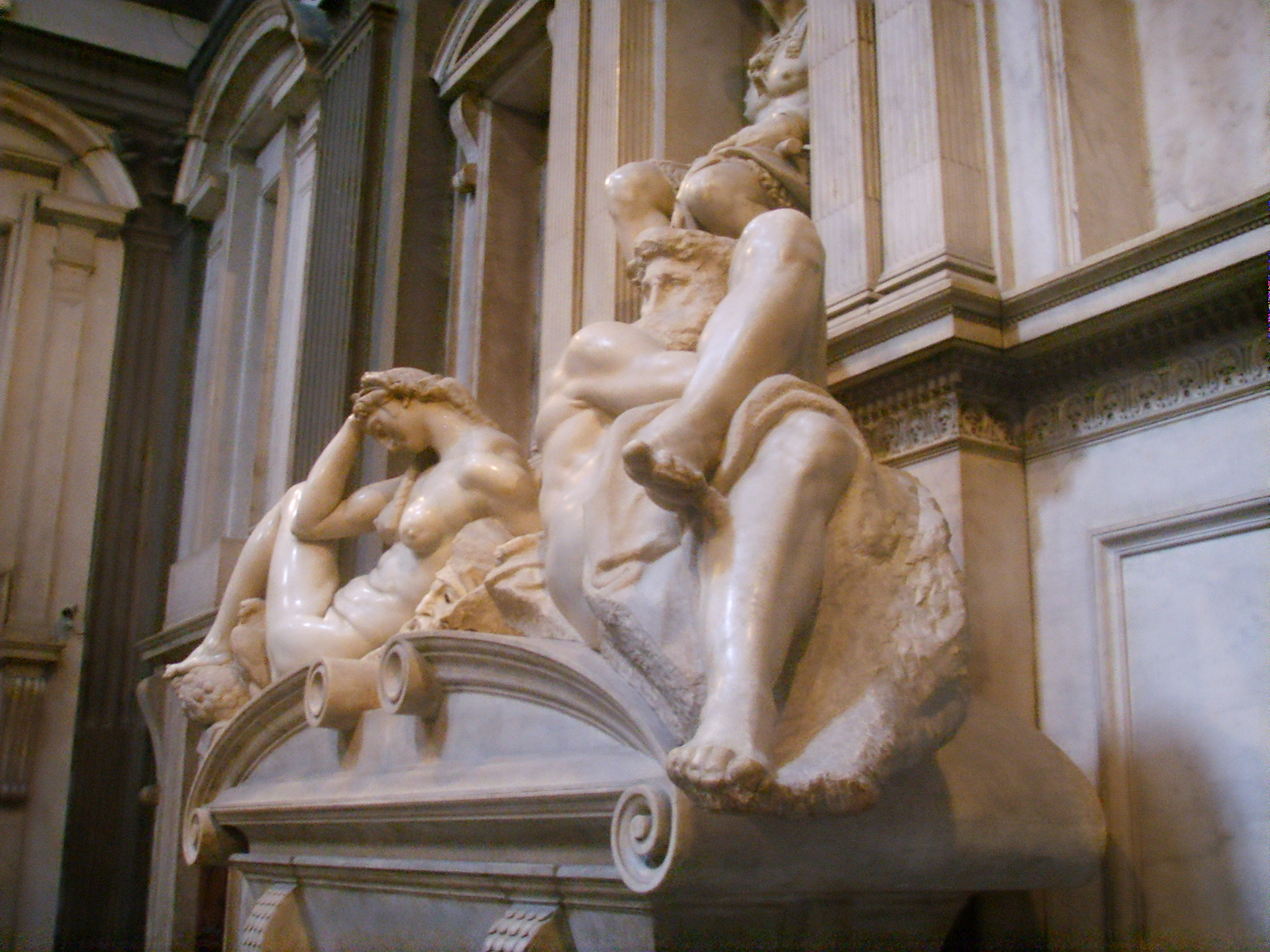
Tomba del Duc d'Urbino, amb les escultures del crepuscle i l'aurora.

Adossades a les dues parets laterals es troben les tombes monumentals dedicades a Julià Duc de Nemours i a el seu nebot Llorenç, Duc d'Urbino, més o menys contemporanis de Miguel Ángel.
Inicialment havia d'esculpir fins a cinc escultures per tomba, però després es van reduir a tres. Per als monuments funeraris situats als dos costats de la capella, Miquel Àngel va crear Al·legories del Temps, una qüestió relacionada amb la memòria, que simbolitza el triomf de la família dels Mèdici sobre el pas del temps. Les quatre al·legories se situen sobre les tombes, als peus dels ducs. La línia el·líptica sobre la qual se situen és una invenció de Miquel Ángel que anticipa les corbes del Barroc, com a l'escala de la Biblioteca Medicea Laurenziana. Per la tomba de Julià de Medici, va triar el Dia i la Nit, per la de Llorenç, el Crepuscle i l'Aurora.
Aquestes escultures es caracteritzen per l'estirament i la torsió, i s'han deixat deliberadament incompletes de manera que cadascú pot interpretar a la seva manera. És particularment bell la posició simbòlica del Dia, girat d'esquena que només mostra la misteriosa expressió dels ulls en blanc només esbossats, o el cos de la Nit que representa perfectament l'abandó durant el son. L'Aurora llavors sembla atrapada en l'acte de despertar i adonar-se'n, dolorosament, que els ulls de Llorenç són tancats sempre. La figures femenines, com també passa sovint en els frescos de la Capella Sixtina a Roma, tenen trets masculins, tals com espatlles grans o malucs musculosos: el cos masculí en moviment és un tema recurrent a la totalitat de la producció de Miquel Ángel, encara que es tracti de representar a la dona.
Pel que fa als retrats dels ducs, Miquel Àngel els esculpeix asseguts en dues nínxols per sobre de les seves tombes, un davant l'altre, els dos vestits com generals romans. Aquestes escultures, meticulosos en els detalls, són idealitzats i no reprodueixen els trets reals, però tenen un fort caràcter psicològic (Julià assegut amb el bastó de comandament és més arrogant i decidit, mentre que Llorenç, el reflexiu, és més malenconiós i meditatiu).
Ambdues estàtues estan mirant cap al centre de la capella, on Miguel Ángel va esculpir una Verge amb el Nen. Tornant la seva mirada a la representació d'allò sagrat els ducs expressen les inclinacions religioses de l'artista, segons el qual, quan la glòria de la terra desapareix, només l'espiritualitat i la religió poden donar alleujament a les preocupacions dels homes. Juntament amb la Mare de Déu són els dos sants patrons de la família dels Mèdici, els sants Cosme i Damià: a la dreta Cosme, executat per Montorsoli (1537) i a l'esquerra Damià, de Raffaele da Montelupo (1531).
Sota l'altar estan també enterrats Llorenç el Magnífic, i el seu germà Julià de Mèdici, per als que mai hi va haver temps per construir una tomba monumental.